# Douglas Corrigan
Douglas Corrigan, född 22 januari 1907 i Galveston Texas, död 9 december 1995 i Santa Ana Kalifornien, var en amerikansk flygare. Han blev känd som den flygare som skulle flyga till Los Angeles på amerikanska västkusten, men som landade i Dublin.
Corrigan soloflög första gången i en Curtiss Jenny 1926. I slutet av 1920 och början av 1930-talen arbetade han som flygmekaniker och uppvisningsflygare. Han anställdes av Claude Ryan och var med om tillverkningen av Lindberghs Spirit of St. Louis. Som många andra piloter vid den här tiden hade Corrigan Lindbergh som förebild och idol. Han hade en förhoppning om att någon dag genomföra en flygprestation som gjorde honom lika stor inom flygkretsar. 
Han tänkte genomföra en transatlantisk flygning men då Earhart försvann under sin flygning 1937 visade det sig svårt att få myndigheternas tillstånd. Corrigan ändrade då sin plan till en transkontinental flygning från Los Angeles till New York utan mellanlandning och med en returflygning till Los Angeles. Han startade första etappen 9 juni 1938 och landade i New York samma dag. Men dåligt väder över staden hindrade honom från att starta, och han tvingades vänta till 17 juli på lämpligt väder för sin återflygning till Los Angeles. På morgonen 17 juli startade Corrigan sitt Curtiss Robin flygplan från Floyd Bennett Field för återflygningen, efter start läser han medvetet fel på kompassen och läser av den bakifrån. Detta medför att flygningen i stället går i östlig riktning. Senare landar han i Dublin, Irland. Själv hävdar Corrigan att han läste fel, eftersom en ej tillåten transatlantisk flygning betydde att hans flygcertifikat drogs in. Han fick senare smeknamnet Wrong-Way.
Vad som talar emot att flygningen var ett misstag, är att Corrigan räknades som en mycket erfaren pilot och var utbildad trafikflygare, vädret var strålande och han skulle därför kunna se att det var vatten och inte land under honom. Att flyga rakt på Dublin efter 28 timmars flygning mestadels i IFR med bara en kompass och hastighetsmätare som navigationshjälpmedel kräver kunskap. Flygplanet han använde beskrevs i dåtidens press som en antikvitet. Det var åtta år gammalt, men flygplanet var vid starten totalt genomgånget och försett med extra bränsletankar och en ny 165 hk Wright J-6 stjärnmotor. 
Efter återkomsten glömde man bort att den transatlantiska delen av hans flygning utförts utan tillstånd, han fick åka i en parad längs Broadway som de övriga rekordflygarna. Han for runt i landet och höll föredrag om sin flygning. Han skrev boken That's My Story 1938 och det spelades in en film om hans flygning The Flying Irishman där han spelade sig själv. När uppståndelsen lagt sig anställdes han som testpilot av Douglas. 
Under andra världskriget leveransflög han amerikanska flygplan till England. Efter att han slutat som flygare blev han apelsinodlare i södra Kalifornien.